# Gmina Bieliny
Bieliny ist eine Landgemeinde im Powiat Kielecki der Woiwodschaft Heiligkreuz in Polen. Ihr Sitz ist das gleichnamige Dorf.

## Gliederung
Zur Landgemeinde (gmina wiejska) Bieliny gehören folgende Dörfer mit einem Schulzenamt (sołectwo):
Belno
Bieliny
Czaplów
Górki Napękowskie
Huta Koszary
Huta Nowa
Huta Stara
Huta Szklana
Huta Podłysica
Kakonin
Lechów
Makoszyn
Napęków
Porąbki
Zofiówka